# Шутки (мультфильм)
«Шутки» — советский мультипликационный фильм режиссёра Л. Атаманова по сказкам Владимира Сутеева «Цыплёнок и утёнок» и «Три котёнка». Две крошечные новеллы построены на забавных ситуациях. Но зоркая наблюдательность и точность деталей делают эту живую сценку занимательной и остроумной.

## Сюжет
Две короткие истории:
- История о цыплёнке, который подружился с утёнком и пытался подражать ему во всём, даже хотел научиться плавать.
- История о трёх котятах — белом, сером и чёрном. Они всё время меняли цвет, потому что постоянно куда-то попадали: то в муку (став белыми), то в грязь (став чёрными), а искупавшись в чистой воде, стали мокрыми. И лишь высохнув, они стали прежними: один — белым, второй — серым и третий — чёрным.

## Создатели
- автор сценария – Владимир Сутеев
- режиссёр-постановщик – Лев Атаманов
- художники-постановщики – Мария Рудаченко, Александр Беляков
- оператор – Михаил Друян
- композитор – Андрей Бабаев
- звукооператор – Николай Прилуцкий
- монтажёр – Лидия Кякшт
- художники-мультипликаторы: Марина Восканьянц, Наталия Богомолова, Галина Золотовская, Елизавета Комова, Татьяна Померанцева, Виталий Бобров, Яна Вольская
- Роли озвучивали:

Мария Виноградова – утёнок
Татьяна Строганова – цыплёнок
Сергей Цейц – текст от автора («Три котёнка»)